# Viborg Bryghus
Viborg Bryghus er et mikrobryggeri, som blev indviet i 2006 i Wændelins Pakhus i Viborg.
16 år efter at Odin Bryggeriet lukkede i Viborg, tog Viborg Stifts Folkeblad med chefredaktør Lars Norup i spidsen i 2004 initiativ til igen at åbne et bryggeri i byen. 24. august 2005 blev der etableret et anpartsselskab fordelt på mere end 4.000 anpartshavere.
Bryggeriet og det tilhørende udskænkningssted "Bryggerstuen Munken" blev etableret i Wændelins Pakhus; en del af en gammel købmandsgård bygget af Søren Wændelin i 1854. Bygningen er i dag delvis fredet og ligger få meter fra Sortebrødre Kirke. Viborg Bryghus blev indviet den 11. maj 2006. I 2008 blev den årlige kapacitet næsten fordoblet, da bryghuset gik fra 50.000 liter til 90.000 liter øl.

## Øl
Bryggeriet har blandt andet navngivet nogle af deres øl efter veje i Viborg, såsom Mageløs og Navnløs.
I samarbejde med Muskelsvindfonden lancerede Viborg Bryghus i sommeren 2009 en øl med navnet "Gangbar Lager". Det specielle ved denne øl var, at den kun kan købes på steder, hvor der er let tilgængelighed for kørestolsbrugere og gangbesværede. Det var også den første øl fra bryghuset, der kunne købes i hele Danmark.
Den 22. oktober 2010, kl. 22.10, lancerede Viborg Bryghus den første pilsner i sortimentet, da de genoplivede Viborg Pilsneren med den nye "Viborg Premium Pilsner". Opskriften kommer fra Viborgs brygmester Peter Schrøder, men øllet bliver produceret og tappet på Bryggeriet Vestfyen i Assens.
Sankt Kjeld er en helgen fra Viborg, der fik opkaldt en øl efter sig, Sct. Kjeld Bocken, men den er nu udgået af sortimentet.